# 락드림
락드림은 대한민국의 국악 그룹이다. 2020년 싱글 앨범 [춘몽]으로 데뷔했다.

## 방송
- 조선판스타 (2021) - Top30(29위)

## 음반
- 춘몽 (2020)
- 청산별곡 (2021)
- Flying (새가 날아든다.) (2021)
- 조선판스타 Part.3 (2021)

## 공연
- 대한민국 방위산업전 DX KOREA (2019)
- 달빛공감 음악회 (2019)
- DYNAMIC KOREA - 신명 (2019)
- 동고동락 X 예술열차 (2019)
- 피스타치오 청춘버스킹 (2019)
- Korea Culture Night :Ahlan Korea (2019)

## 수상
- 문화가 있는 날 청춘마이크 우수예술가 우수상 (2018)